# Robert Vantomme
Pour les articles homonymes, voir Tomme.
Robert Vantomme, né Corneille-Jean-Robert Vantomme le 25 ou le 26 décembre 1903 à Ostende (Belgique) et mort le 14 juillet 1946 à Wemmel (Belgique), est un pianiste, compositeur et pédagogue belge.

## Biographie
Robert Vantomme étudie au Conservatoire royal de Bruxelles où il obtient de nombreux diplômes et où il devient successivement moniteur de piano pour organistes (1926), moniteur (1930) et professeur d'harmonie (1936-1943).
Il donne des cours de piano dans l'enseignement musical secondaire à Forest (1927-1944) et Etterbeek.
À la Chapelle musicale Reine Élisabeth, pendant la session 1940-1943, il succède comme professeur à Gui Mombaerts qui s'était réfugié aux États-Unis.
Robert Vantomme se produit régulièrement en Belgique et à l'étranger.

## Œuvre
Robert Vantomme compose principalement des œuvres chorales et des chansons dont Jong is mijn lust est l'une des plus connues.

## Diplômes
- harmonie théorique (1920, classe de Gabriel Minet) ;
- piano (1921) ;
- musique de chambre et harmonie (1922) ;
- harmonie pratique (1923, classe d'Auguste De Boeck) ;
- contrepoint (1923, classe de  P. Marchand) ;
- fugue (1925, classe de Joseph Jongen).

En piano, il obtient les diplômes de compétence (1925) et de virtuosité (1926) dans la classe d'Arthur De Greef.